# إكسبو 2030
الرياض إكسبو 2030 (بالإنجليزية: Riyadh Expo 2030) هو معرض من معارض إكسبو الدولي، فازت باستضافته المملكة العربية السعودية في 28 نوفمبر 2023. سيُقام المعرض من 1 أكتوبر 2030 وحتى 31 مارس 2031 في العاصمة السعودية الرياض، وموضوعه الرئيسي "حقبة التغيير: معاً نستشرف المستقبل".

## إعلان فوز الرياض
في 28 نوفمبر 2023، أعلنت الجمعية العمومية للمكتب الدولي للمعارض، في اجتماعها الأخير من دورتها 173 في باريس، فوز السعودية باستضافة إكسبو 2030 في عاصمتها الرياض. بعد حصولها على 119 صوتاً، مقابل 29 صوتاً لملف كوريا الجنوبية و17 صوتاً لملف روما.
وعقب إعلان فوز الرياض قال ولي العهد السعودي إن فوز المملكة ترسيخ لدورها الريادي والمحوري.وقال إن الرياض جاهزة لاحتضان العالم في إكسبو 2030، ووفائها بما تضمنه الملف من التزامات.

### احتفالات الرياض
شهدت سماء المدينة عروضاً من الألعاب النارية وتزينت بالأضواء كما أضاءت طائرات "الدرون" سماء الرياض، ورسمت أشكالا مبهرة احتفالاً بالفوز.

### تهنئة كوريا الجنوبية
هنأ الرئيس الكوري الجنوبي السعودية، لفوزها قائلاً إنه مسؤول في النهاية عن فشل جهود بلاده في هذا الصدد.
انتصار للخليج
بارك حاكم دبي الشيخ محمد بن راشد للسعودية، مؤكداً أن هذا الفوز هو فوز للخليج والمنطقة.

## استضافة الحدث
قدمت روسيا وكوريا الجنوبية وإيطاليا وأوكرانيا والمملكة العربية السعودية طلبات لاستضافة هذا الحدث.
في مايو 2023، أعلنت روسيا سحب ملفها لإستضافة معرض إكسبو 2030، كما تم استبعاد أوكرانيا من المنافسة. لتترشح السعودية بتصويت 130 دولة من أصل 170 دولة مشاركة.

## شعار إكسبو 2030
يتمثل شعار الرياض إكسبو 2030 في شكل نخلة تتفرع منها 6 سعفات، مستمدّا إلهامه من جذور السعودية والبيئة المحيطة بها وطموحاتها المستقبلية، حيث تعد شجرة النخيل رمزاً وطنياً وعنصراً طبيعياً يعبّر عن القوة والمرونة، ولكل سعفة نمط ولون يميزها عن الأخرى، لتجمع بذلك بين ملامح الرياض التي تمتاز بتنوعها وحيويتها، وبين موضوعات المعرض: الطبيعة، العمارة، الفن، التقنية، العلوم، والتراث.

## إكسبو 2030 الأكثر استدامة
تخطط العاصمة السعودية الرياض لتنظيم معرض "إكسبو" يمثل "نقطة فارقة"، حيث تطمح لأن تكون نسخة عام 2030 خضراء و"خالية من الانبعاثات".فؤاد الزاير، مدير إدارة المعلومات في منظمة البلدان المصدرة للبترول (أوبك) سابقاً، قال في مقابلة مع "الشرق" إن "النسخة التي ستقام في الرياض عام 2030، ستكون الأكثر استدامةً على الإطلاق"، مشيراً إلى أن هذا القرار ينسجم مع تعهدات المملكة المناخية".ستستعين المملكة بأساليب مبتكرة لتحقيق هذه الاستدامة، منها دمج أفضل حلول الطاقة المتجددة بالبنية التحتية، خصوصاً في ظل "رؤية 2030" التي تحاول رفع مساهمة الطاقة الشمسية في المزيج الطاقوي العام إلى 50%، وفق الزاير، الذي أكد أن المملكة التي تعتبر من أكثر الدول قدرة على استخدام الطاقة الشمسية، بدأت فعلياً في رحلة الطاقة المتجددة، والبنية التحتية ستكون جاهزة لاستخدامها في "إكسبو 2030".